# جاي روبرت وولي
جاي روبرت وولي (بالإنجليزية: J. Robert Wooley)‏ هو عضو مجموعة ضغط ومحامي أمريكي، ولد في 7 ديسمبر 1953 في نتشتوشس في الولايات المتحدة.